# اوبی‌ان
اوبی‌ان (انگلیسی: OBN) شرکت رسانه‌ای بوسنیایی است، که در سال ۱۹۹۶ تأسیس شد.